# 阿穆尔街道
阿穆尔街道，是中华人民共和国吉林省松原市前郭尔罗斯蒙古族自治县下辖的一个乡镇级行政单位。2022年6月1日设立，辖区范围东至哈达大街、大广高速，西至乌兰大街、郭旗街，南至哈萨尔路，北至松原大路。下辖巴彦、图雅、哈萨尔、蒙古艾里、满都拉、蒳荷芽6个社区和阿拉坦社区部分区域，行政区划代码为220721001。

## 行政区划
阿穆尔街道下辖以下地区：
巴彦、图雅、哈萨尔、蒙古艾里、满都拉、蒳荷芽6个社区。